# Palaquium maingayi
Palaquium maingayi är en tvåhjärtbladig växtart som först beskrevs av Charles Baron Clarke, och fick sitt nu gällande namn av Adolf Engler. Palaquium maingayi ingår i släktet Palaquium och familjen Sapotaceae. IUCN kategoriserar arten globalt som livskraftig. Inga underarter finns listade i Catalogue of Life.